# درو پی‌یرس
درو پی‌یرس (انگلیسی: Drew Pearce؛ زادهٔ ۲۴ اوت ۱۹۷۵) یک فیلم‌نامه‌نویس، کارگردان فیلم و تهیه‌کننده اهل بریتانیا است.

## فیلم شناسی

### فیلم
| نام                                   | سمت                                  | کارگردان        | سال  | بودجه           | فروش گیشه          | توضیحات                                             |
| ------------------------------------- | ------------------------------------ | --------------- | ---- | --------------- | ------------------ | --------------------------------------------------- |
| قهرمان‌بازی ممنوع                      | نویسنده و تهیه‌کننده                  | اندرو فلمینگ    | ۲۰۰۹ | _               | _                  | فیلم تلوزیونی                                       |
| مرد آهنی ۳                            | نویسنده                              | شین بلک         | ۲۰۰۳ | ۲۰۰ میلیون دلار | ۱٫۲۱۵ میلیارد دلار | نخستین فیلم فاز دوم دنیای سینمایی مارول             |
| درود برتو پادشاه                      | نویسنده و کارگردان                   | درو پیرس        | ۲۰۱۴ | _               | _                  | فیلمی تلوزیونی برپایه شخصیتی از دنیای سینمایی مارول |
| مأموریت: غیرممکن - ملت یاغی           | نویسنده داستان                       | کریستوفر مک‌کوری | ۲۰۱۵ | ۱۵۰ میلیون دلار | ۶۸۸ میلیون دلار    | پنجمین قسمت از مجموعه فیلم‌های مأموریت: غیرممکن      |
| هتل آرتمیس                            | نویسنده، تهیه‌کننده اجرایی و کارگردان | درو پیرس        | ۲۰۱۸ | ۱۵ میلیون دلار  | ۱۳ میلیون دلار     |                                                     |
| سریع و خشمگین تقدیم می‌کند: هابز و شاو | نویسنده                              | دیوید لیچ       | ۲۰۱۹ | ۲۰۰ میلیون دلار | ۷۶۰ میلیون دلار    | اسپین‌آف مجموعه فیلم‌های سریع و خشن                   |
| مرد ساده‌لوح                           | نویسنده و تهیه‌کننده اجرایی           | دیوید لیچ       | ۲۰۲۴ | ۱۳۰ میلیون دلار | ۱۸۱ میلیون دلار    |                                                     |
| ماجرای توماس کراون                    | نویسنده                              | مایکل بی. جردن  | ۲۰۲۷ | _               | _                  |                                                     |

### سریال
| نام              | سمت              | خالق     | سال  | پخش کننده |
| ---------------- | ---------------- | -------- | ---- | --------- |
| قهرمان‌بازی ممنوع | خالق و تهیه‌کننده | درو پیرس | ۲۰۰۸ | آی‌تی‌وی ۲  |